# Chronoviseur
Chronoviseur est le nom donné par un moine bénédictin italien, Don Pellegrino Ernetti, à l'appareil qu'il prétendit avoir inventé et grâce auquel il affirmait être en mesure de voir et d'entendre des personnes décédées depuis des siècles.

## Description
Cet appareil, avec lequel il aurait pu écouter et voir Cicéron, Thyeste d'Ennius ou même la crucifixion du Christ, fait bien sûr l'objet de nombreuses supputations et fantaisies.